# Parti du travail de Corée
 (juin 2023).
Si vous disposez d'ouvrages ou d'articles de référence ou si vous connaissez des sites web de qualité traitant du thème abordé ici, merci de compléter l'article en donnant les références utiles à sa vérifiabilité et en les liant à la section « Notes et références ».

Drapeau du Parti du travail de Corée.

Le Parti du travail de Corée (PTC), également traduit en Parti des travailleurs de Corée (ou plus rarement Parti ouvrier de Corée) (en coréen : 조선로동당 (joseonlodongdang)), est le parti politique au pouvoir en Corée du Nord depuis 1949. Son idéologie officielle est le juche. 
En Corée du Nord, deux autres partis politiques existent : le Parti social-démocrate de Corée et le Parti Chondogyo-Chong-u. Leur rôle demeure cependant largement symbolique. Jusqu’en mars 2024, ces partis formaient, aux côtés du Parti du travail de Corée, le Front démocratique pour la réunification de la patrie, structure placée sous l’autorité directe du Parti du travail. Le symbole de ce dernier réunit un marteau, une faucille et un pinceau, représentant respectivement les ouvriers, les paysans et les intellectuels.

## Histoire

### Création
Le Parti du travail de Corée (PTC) est dirigé par Kim Il-sung de sa fondation le 24 juin 1949 jusqu'à la mort de ce dernier en 1994. De 1994 à 1997, le parti n'a pas de secrétaire général officiel. De 1997 à 2011, le poste de secrétaire général est occupé par Kim Jong-il, fils de Kim Il-sung. Kim Jong-un, fils de Kim Jong-il, succède à ce dernier avec le titre de premier secrétaire (2012-2016) puis de président (2016-2021) et enfin de secrétaire général (depuis 2021).
La Constitution nord-coréenne précise que le pays « déploie toutes ses activités sous la direction du Parti du travail de Corée ».
Selon le PTC, l'origine du parti est l'alliance anti-impérialiste, fondée par Kim Il-sung en 1926 ou 1930. Un groupe de communistes de la faction intérieure rétablit le Parti communiste coréen le 11 septembre 1945. Aussitôt, l'Union soviétique reconnaît celui-ci, et établit le bureau de la Corée du Nord du parti communiste coréen (조선공산당북조선분국). Kim Il-sung qui est de retour en Corée le 19 septembre 1945 est élu président de ce bureau le 17 décembre suivant.
Le bureau du nord est rebaptisé le « Parti communiste de la Corée du Nord » et déclare son indépendance vis-à-vis du régime de Séoul le 22 juin 1946.
Le quotidien Rodong Sinmun est l'organe officiel du Parti du travail de Corée.

### Congrès
Sept congrès du parti ont été tenus depuis 1945. Le dernier en date est celui de mai 2016, le plus important depuis les années 1980, où Kim Jong-un a été désigné « Grand Soleil du XXIe siècle » et a affirmé sa nouvelle politique dite du byongjin (double poussée) sur les plans économique et de l'utilisation nucléaire, qui met en quelque sorte l'armée populaire de Corée sur la touche. Le jeune leader a, dans son discours, expliqué vouloir renouer les relations du pays avec ses voisins hostiles comme le Japon, et avec un monde qui, non seulement ne lui pardonne rien, mais ne comprend pas non plus la situation surréaliste de cette région d'Asie du Nord où la Guerre froide n'est toujours pas terminée.

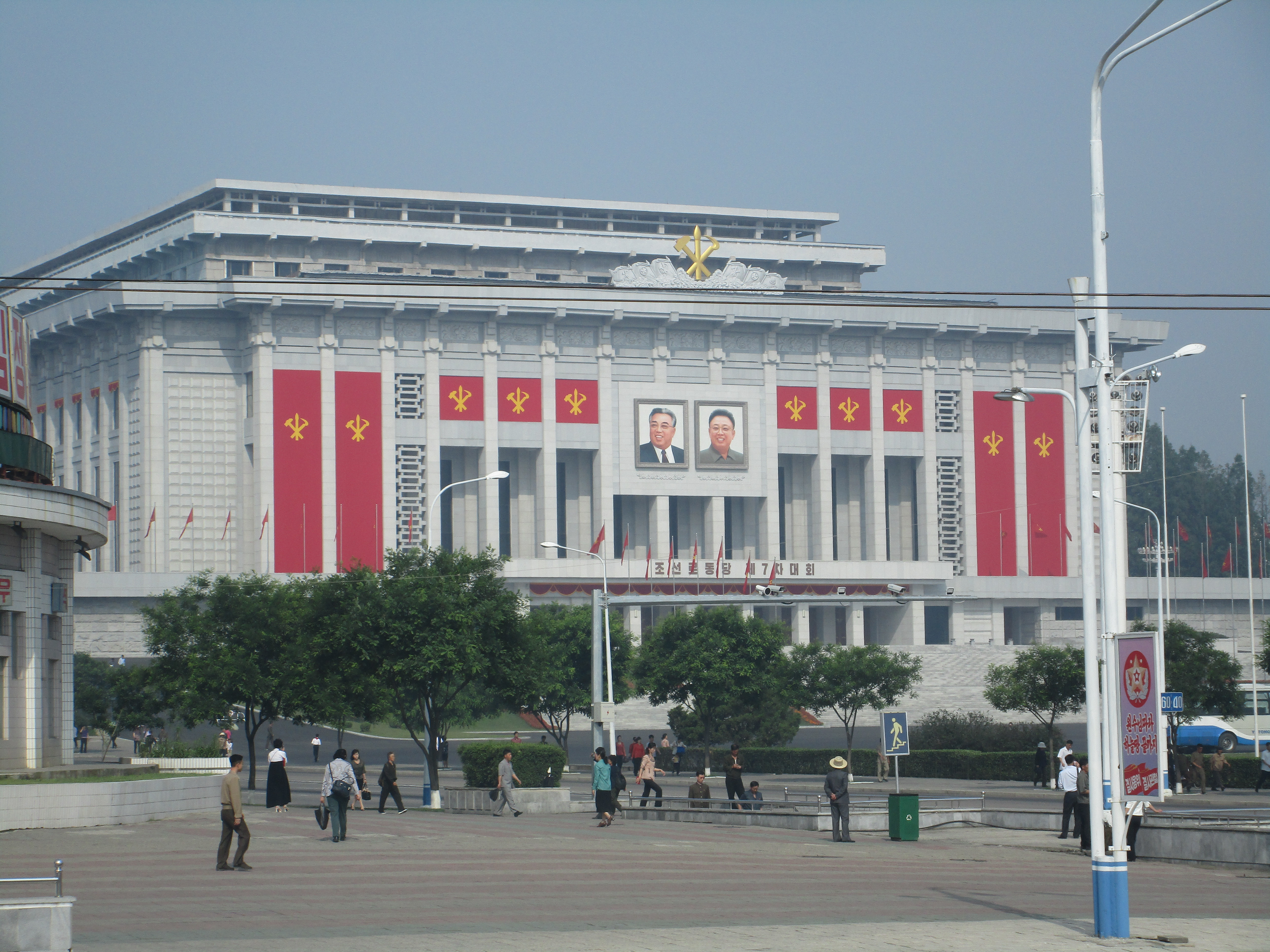
Palais des congrès de Pyongyang, décoré spécialement pour le congrès du parti en mai 2016.

## Factions
Au moment de sa fondation, le parti comporte quatre factions :
- la faction « domestique », composée de communistes n'ayant jamais quitté le pays, et dont beaucoup ont été dans les prisons japonaises ;
- la faction « pro-soviétique », composée de Coréens nés ou élevés en Union soviétique, ou qui ont été membres de l'Armée rouge à la fin de la Seconde Guerre mondiale ;
- la faction « pro-chinoise », ou « groupe de Yenan », composé de Coréens réfugiés en Chine et liés au Parti communiste chinois (basé à Yenan jusqu'en 1948) ;
- la faction « guérilla », dirigée par Kim Il-sung, composée de membres ayant combattu les Japonais en Mandchourie après 1931, puis ayant fui pour la plupart en Union soviétique.

La faction « domestique » est liquidée dès la fin de la guerre de Corée, en 1953. La faction « pro-soviétique », à son tour menacée, tente sans succès de renverser Kim Il-sung en 1956. Le « groupe de Yenan » tombe en même temps, et les deux sont définitivement liquidés en 1958.[réf. nécessaire]
En 1961, sur un total de 68 membres, le comité central du parti ne compte plus que trois membres de la faction domestique, deux de la faction pro-soviétiques et trois de la faction du groupe de Yenan, mais tous ont tissé de nombreux liens personnels avec Kim Il-sung, assurant la prééminence de ce dernier. Ils sont néanmoins presque tous éliminés à la faveur de diverses purges avant la fin des années 1960.[réf. nécessaire]

## Idéologie
Dans le contexte de la Guerre froide, et avec l'appui de l'URSS de Staline, le Parti du travail est fondé comme un parti marxiste-léniniste. À partir des années 1950, toutefois, ces idéaux sont supplantés par un « nationalisme étroit » qui subsiste à ce jour. Lors d'un discours en 1955, Kim Il-sung met en avant le concept de Juche, insistant sur l'importance primordiale de la nation, la supériorité intrinsèque de la culture coréenne, et la nécessité de se méfier des apports de la tradition soviétique. En 1972, le Juche devient l'idéologie officielle de l'État, inscrite comme telle dans la Constitution. Il est officiellement défini à ce stade comme « l'application créative du marxisme-léninisme aux réalités coréennes », et Kim Il-sung est présenté comme le plus pur représentant du marxisme. Dans le même temps, toutefois, la lecture des écrits de Karl Marx, de Vladimir Ilitch Lénine et de « presque tout auteur marxiste non-coréen » est interdite au peuple, et réservée à l'élite du parti. En 1976, Kim Il-sung écrit que le Juche est une idéologie proprement coréenne, « nouvellement découverte dans l'histoire de la pensée humaine » et sans rapport au marxisme-léninisme.
À partir des années 1990, à la suite de l'effondrement de l'URSS, toute référence au marxisme, au léninisme et plus généralement au communisme est purgée des textes nord-coréens, culminant avec le retrait de toute référence au communisme dans la Constitution en 2009. La Constitution remplace ainsi le communisme par la notion de songun (priorité à l'armée) comme visée de l'État, et renforce l'autorité du « Chef suprême » Kim Jong-il,. Dès lors, seul « un nationalisme coréen ethnique » est employé par le parti et par l'État comme « outil idéologique de mobilisation du peuple en faveur du régime ». Lors de sa conférence de 2012, le Parti du travail adopte la motion indiquant que « le kimilsungisme et le kimjongilisme sont les seules idéologies du parti ».
Bien que le PTC est officiellement un parti d'extrême gauche, notamment sur le plan économique, certaines de ces idéologies ont amené l'observateur B. R. Myers, professeur d'études internationales à l'université Dongseo, à suggérer que la Corée du Nord était un « État d'extrême droite », d'essence fasciste, fondé sur un « engagement de puissance militaire et de pureté raciale »,. Le journaliste et écrivain britanico-américain Christopher Hitchens défend la même conclusion, suggérant que « l'idée même du communisme est morte en Corée du Nord », remplacée par une idéologie de xénophobie, de pureté raciale, de nationalisme exacerbé et de suprématie des forces armées. D'autres observateurs et politologues occidentaux et sud-coréens décrivent la Corée du Nord comme un État néo-staliniste, et ce en dépit de l'abandon de la doctrine stalinienne du marxisme-léninisme.[réf. nécessaire] Cependant, les références au communisme ont été réajoutées aux statuts du parti lors du 8e Congrès du PTC en 2021. L'idéologie du parti s'est récemment concentrée sur les ennemis impérialistes perçus du parti et de l'État ; et sur la légitimation de la domination de la famille Kim sur le système politique. Avant la montée du Juche et plus tard du Songun, le parti était également attaché à la pensée marxiste-léniniste, son importance diminuant considérablement au fil du temps. Cependant, le marxisme-léninisme a été réaffirmé lors du 8e congrès du PTC.

## Organisation interne
Le Comité central du Parti du travail de Corée (en chosŏn’gŭl 조선로동당 중앙위원회) est l'organe suprême du Parti du travail de Corée du Nord (PTCN, 1946-1949) puis du Parti du travail de Corée (PTC, depuis 1949) entre les Réunions nationales du Parti des travailleurs de Corée. Selon les règles du PTC, le comité central est élu par le congrès du parti du travail et la conférence du parti peut se voir accorder le droit de renouveler sa composition. Dans la pratique, le Comité central a la capacité de révoquer et de nommer de nouveaux membres sans consulter le PTC lors de ses sessions plénières.
Le 1er comité central a été élu lors du 1er congrès du Parti du travail de Corée du Nord, en 1946. Il était composé de 43 membres. Le nombre de membres du Comité central a augmenté depuis lors : le 7e congrès, qui s'est tenu en 2017, en a élu 235. Les membres sans droit de vote, officiellement désignés comme membres suppléants, ont été présentés au 2e congrès.